# Chlorophorus perroti
Chlorophorus perroti är en skalbaggsart som beskrevs av Fuchs 1966. Chlorophorus perroti ingår i släktet Chlorophorus och familjen långhorningar. Inga underarter finns listade i Catalogue of Life.